# Bodies: The Exhibition
Bodies: The exhibition és una exposició que mostra cossos humans que han estat dissecats i conservats a través d'un procés anomenat plastinació per donar a conèixer els diferents sistemes del cos humà. L'exposició es va inaugurar a Tampa, Florida el 20 d'agost de 2005. És similar a l'exposició Body Worlds, inaugurada el 1995. A Barcelona, la mostra es va poder visitar, el 2007, a les Drassanes Reials de Barcelona.

## Organització de l'exposició
L'exposició mostra el sistema esquelètic i altres sistemes com el muscular, el nerviós, el circulatori, el respiratori, el reproductiu, l'aparell urinari i el digestiu; així com al desenvolupament prenatal en el recorregut per diferents sales.
Mostra òrgans interns i sistemes orgànics. Els cossos escenificaven posicions actives i els fetus es mostraven en diverses etapes de desenvolupament. Alguns dels cossos es disposaven escenificant activitats diverses com una partida de pòquer o la direcció d'una orquestra. Es podia observar el pulmó contaminat d'un fumador d'adult i d'un fetus així com artèries i venes esteses sense cap cos. Una secció inclou diversos fetus en diferents etapes de desenvolupament, morts per avortament.
L'exposició va ser organitzada per l'empresa Premier Exhibitions, que rebia els cadàvers per a la recerca del govern xinès al·legant que no tenien cap parent o familiars que reclamessin els cossos. Les disseccions van tenir lloc a la Universitat de Dalian a Liaoning, Xina.

## Preservació dels cossos i òrgans
La decadència dels cossos s'evita mitjançant la plastinació, un procés patentat el 1970 per l'anatomista Gunther von Hagens. L'essència del procés és la substitució d'aigua i material gras en les cèl·lules del cos primer per acetona i després per plàstics, com goma de silicona, el poliester o la resina epoxy.